# 海州擬黃鯽
海州擬黃鯽（学名：Pseudosetipinna haizhouensis）為輻鰭魚綱鲱形目鳀科的其中一種，分布於西北太平洋的中國海域，體長可達17.1公分，棲息沿海，會進行洄游，以浮游生物為食。

## 擴展閱讀
維基物種上的相關：海州擬黃鯽